# Josia (djur)
Josia är ett släkte av fjärilar. Josia ingår i familjen tandspinnare.

## Bildgalleri

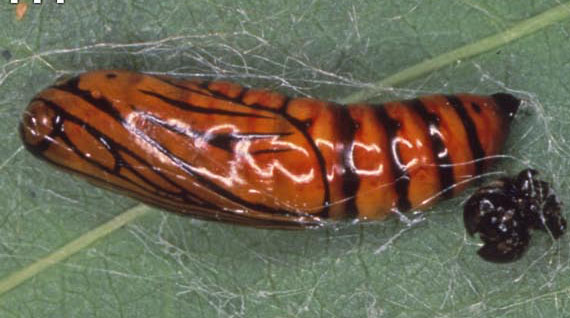

## Dottertaxa tillJosia, i alfabetisk ordning[1]
- Josia abrupta
- Josia adiante
- Josia ampliflava
- Josia andosa
- Josia angulosa
- Josia annulata
- Josia aperta
- Josia ariaca
- Josia attenuata
- Josia auriflua
- Josia aurifusa
- Josia aurimutua
- Josia banana
- Josia basalis
- Josia brevifascia
- Josia bryce
- Josia carneata
- Josia cassa
- Josia cercostis
- Josia coatepeca
- Josia conifera
- Josia constricta
- Josia consueta
- Josia cruciata
- Josia decorata
- Josia diminuata
- Josia discipuncta
- Josia dognini
- Josia dorsivitta
- Josia draconis
- Josia ena
- Josia enoides
- Josia esoterica
- Josia eterusialis
- Josia fasciata
- Josia flammata
- Josia flavipars
- Josia flavissima
- Josia flexuosa
- Josia fluonia
- Josia fornax
- Josia frigida
- Josia fruhstorferi
- Josia fulvia
- Josia fusifera
- Josia fusigera
- Josia fustula
- Josia gephyra
- Josia gigantea
- Josia glycera
- Josia gopala
- Josia hyperia
- Josia icca
- Josia ignorata
- Josia ilaire
- Josia inaequiflexa
- Josia infans
- Josia infausta
- Josia insincera
- Josia integra
- Josia interrupta
- Josia jesuita
- Josia jordani
- Josia latifascia
- Josia latimargo
- Josia latistriga
- Josia lativitta
- Josia ligata
- Josia ligula
- Josia longistriga
- Josia lugens
- Josia megaera
- Josia mitis
- Josia mononeura
- Josia morena
- Josia oribia
- Josia patula
- Josia pilarge
- Josia podarce
- Josia punonis
- Josia putata
- Josia radians
- Josia repetita
- Josia rosea
- Josia scalata
- Josia schnusei
- Josia similis
- Josia simplex
- Josia striata
- Josia subcuneifera
- Josia tamara
- Josia tegyra
- Josia tenuifascia
- Josia tenuivitta
- Josia tessmanni
- Josia tryma
- Josia turbida
- Josia turgida
- Josia vittula